# Pyrus bourgaeana
El piruétano (Pyrus bourgaeana), es una especie de vegetal de porte arbóreo y fanerógama, perteneciente al género Pyrus, dentro de la familia Rosaceae. Es el comúnmente denominado piruétano o peral ibérico.

## Localización
El piruétano es una planta típica del bosque mediterráneo y se encuentra acompañando a las encinas, frecuente en los márgenes de cursos de agua.
Principalmente en la mitad oeste y central de la península ibérica (falta en el tercio norte) y noroeste de África (Marruecos).
Serie mesomediterránea luso-extremadurense silicícola de la encina, serie mesomediterránea silicícola del tamujo.

## Etimología
Nombre común

- Español: peral silvestre, piruétano, galaperos, perotoneros.

Nombre aceptado:

- Pyrus bourgaeana Decne. 1871-72

Homotipos:

- Pyrus communis raza bourgaeana (Decne.) Asch. & Graebn., Syn. Mitteleur. 1906
- Pyrus communis subsp. bourgaeana (Decne.) Nyman,  1878
- Pyrus communis var. bourgaeana (Decne.) Laguna, (1890)

Heterotipos:

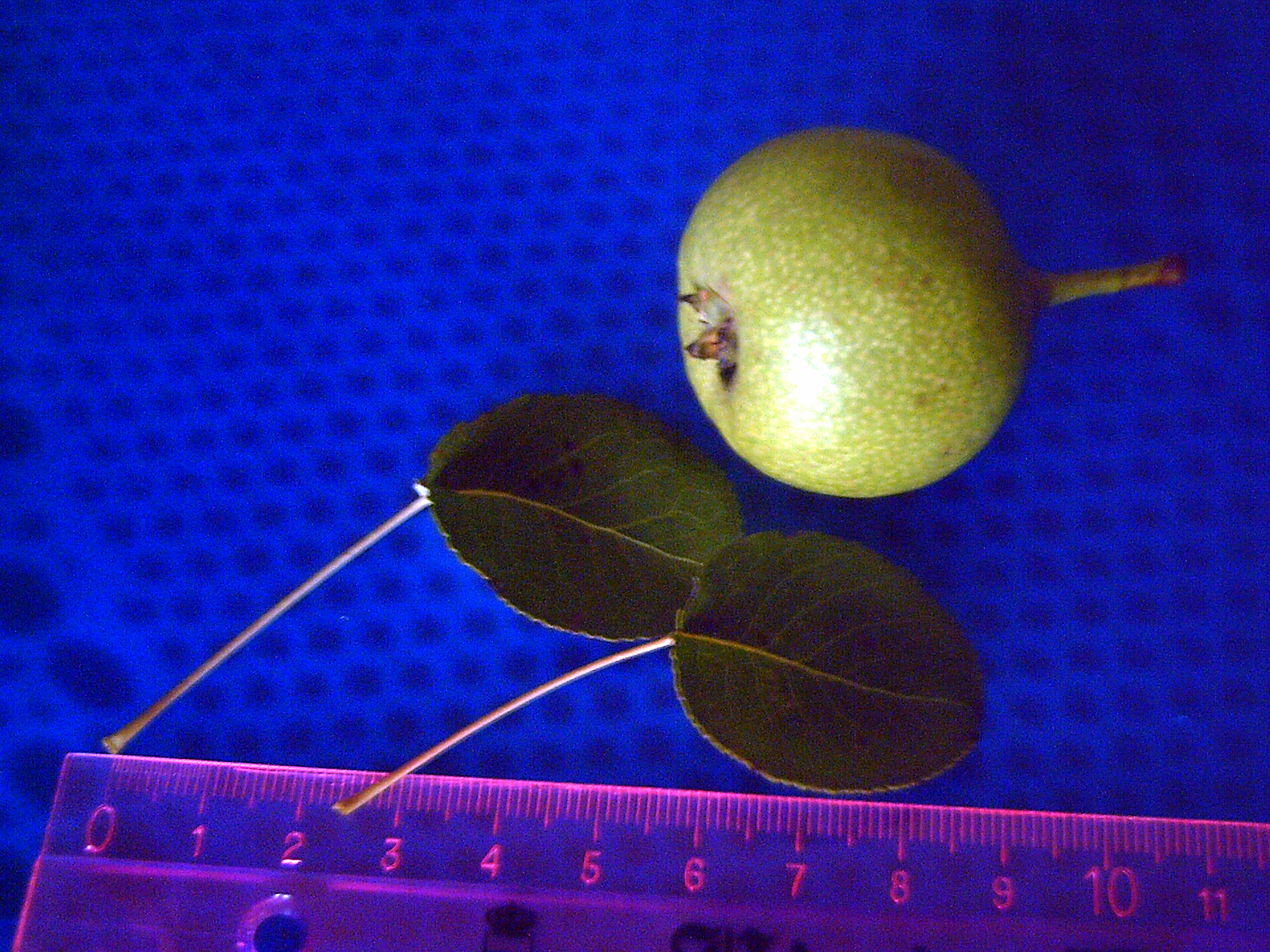
Fruto (pera) y hojas del piruétano.

- Pyrus communis raza mariana (Willk.) Asch. & Graebn., Syn. Mitteleur 1906
- Pyrus communis subsp. mamorensis (Trab.) Maire, 1980
- Pyrus communis subsp. mariana (Willk.) Asch. & Graebn., Syn. Mitteleur. Fl. 6(2): 64 1906
- Pyrus communis var. brevipetiolata Cout. 1913
- Pyrus communis var. longipetiolata Cout. 1913
- Pyrus communis var. mariana Willk. 1852
- Pyrus communis var. marianica Willk. ex Rivas Goday 1959, nom. inval.
- Pyrus communis var. subrotundata Cout., Fl. Portugal 290 (1913)
- Pyrus mamorensis Trab. 1916
- Pyrus mamorensis var. brevipes Emb. & Maire 1932
- Pyrus mamorensis var. eumamorensis Maire 1932, nom. inval.
- Pyrus marianica Rivas Goday 1956, nom. nud.

## Descripción
El piruétano es un árbol de pequeño porte, caducifolio, a veces arbustivo, con ramas espinosas y en disposición abierta.
Prefiere suelos siliceos, frescos y con humedad. Climas templados aunque se adapta bien a condiciones de frío y heladas.
Sus hojas presentan un peciolo largo, ovadas y dentadas.
Florece de febrero a marzo, y sus flores se presentan en grupos a modo de umbelas, con 5 sépalos y 5 pétalos blancos o suavemente rosados, con numerosos estambres. 
El fruto es carnoso, en forma de pera casi esférica y con pulpa arenosa. Su maduración tiene lugar durante el Otoño.  Una vez caídos del árbol, los frutos son consumidos por diversos mamíferos salvajes (carnívoros, ungulados, lagomorfos) que, en ocasiones, actúan como dispersores de sus semillas.

## Usos
Su uso principal es como pie robusto para injertar otros árboles frutales en las zonas donde se encuentra.
Los frutos son de sabor muy áspero y no se consumen habitualmente, su madera es apreciada. 

## Curiosidad
La frase ‘más duro que un piruétano’, tan tradicional en Los Pedroches y otras comarcas, parte de Huelva, Cartaya, Ayamonte,... deriva claramente de la dureza del fruto de este árbol. Se dice que los pastores solían recolectarlos y guardarlos, para emplearlos luego con las hondas. También que, por su riqueza en taninos, se usaba antiguamente para ayudar a curtir las pieles.